# Iptuci (Prado del Rey)
Iptuci est un site antique pré-romain et romain dans la moitié nord de la province de Cadix en Andalousie, Espagne. La ville battait monnaie au Ier siècle av. J.-C.. Pendant l'époque impériale, elle fut un municipe.
Le site est remarquable pour ses salines qui ont fonctionné en continu depuis l'époque pré-romaine jusqu'à nos jours.

## Localisation, description
Le site d'Iptuci se trouve à environ 7 km au sud de Prado del Rey, près de la route A-372 reliant Arcos à El Bosque et Ronda. Ce lieu-dit, très proche de la limite de commune avec El Bosque,, est aussi connu sous le nom de Cabeza de Hortales.
Cabeza de Hortales est le nom d'une colline dont Iptuci a occupé le sommet (472 m d'altitude) et les flancs. Nécropoles et zones industrielles se trouvaient sur les pentes.
Toute la pente nord présente des vestiges archéologiques, dont une nécropole avec plusieurs mausolées en forme de tours, très détériorés ; et, en surface du gisement, une grande quantité de matériaux céramiques de typologies et chronologies différentes.
Sur l'aplat de la colline se trouvent les vestiges d'une forteresse maure avec des remparts formant un plan quadrangulaire d'environ 1000 mètres de côté et les tours semi-circulaires massives dans ses angles sud-ouest et sud-est. L'entrée, sur le côté est, a une forme coudée et est flanquée de deux tours carrées et d'une autre tour rectangulaire. Le portail d'accès est fait de matériaux réutilisés des bâtiments précédents, peut-être romains. On peut également observer quelques restes de la barbacane. La technique de construction rappelle les modèles orientaux du VIIIe au Xe siècle.
En 1993 les fouilles ont mis au jour une nécropole d'environ 15 000 m2 au sud-est de la ville. Elle présente des hypogées taillées dans la roche de grès, avec à l'intérieur des bancs où étaient probablement placés les enterrements d'incinération et leurs offrandes correspondantes. Il s'y trouve aussi un mausolée dans la zone nord-ouest.
En dehors du périmètre urbain romain et médiéval qui a, le premier, occupé le plateau au sommet de la colline, on observe d'autres types de constructions, comme des citernes et des réservoirs de grande taille, qui définissent l'enclave et qui pourraient correspondre à des secteurs ou quartiers industriels tels que les fours ou les halles.
Le site occupe environ 13 ha.

## Histoire
Le site a été occupé depuis la fin du Néolithique jusqu'au Moyen Âge. La ville est à son apogée pendant l'époque turdétane - c'est la période où elle bat monnaie.
Le sommet de la colline a probablement été peuplé pendant l'âge du bronze, comme l'indiquent des fragments de céramique travaillés à la spatule et partiellement polis, ainsi que du mobilier lithique poli et sculpté. Plus tard, apparaissent des céramiques peintes caractéristiques d'une culture ibéro-punique qui pourrait se situer du Ve au IIIe siècle av. J.-C..
Plus tard, les romains y fondent la colonie Ituci Virtus Iulia, due à César ou à Auguste. Iptuci était une civitas stipendiaria qui faisait partie du conventus gaditanus (Gadès, la future Cadix). Pendant l'époque impériale, elle fut un municipe (Iptuci Virtus Iulia),. Du point de vue du mobilier, l'occupation romaine est représentée par des céramiques de vernis noir de type campanien, de la céramique sigillée et des céramiques communes qui couvrent une chronologie depuis les moments républicains (Ier siècle av. J.-C.) jusqu’à l'époque du bas-empire (IIIe – IVe siècles).
Ses vestiges de défenses indiquent un rôle défensif important.
En 1133, la ville est détruite par une incursion d'Alphonse VII de Castille.

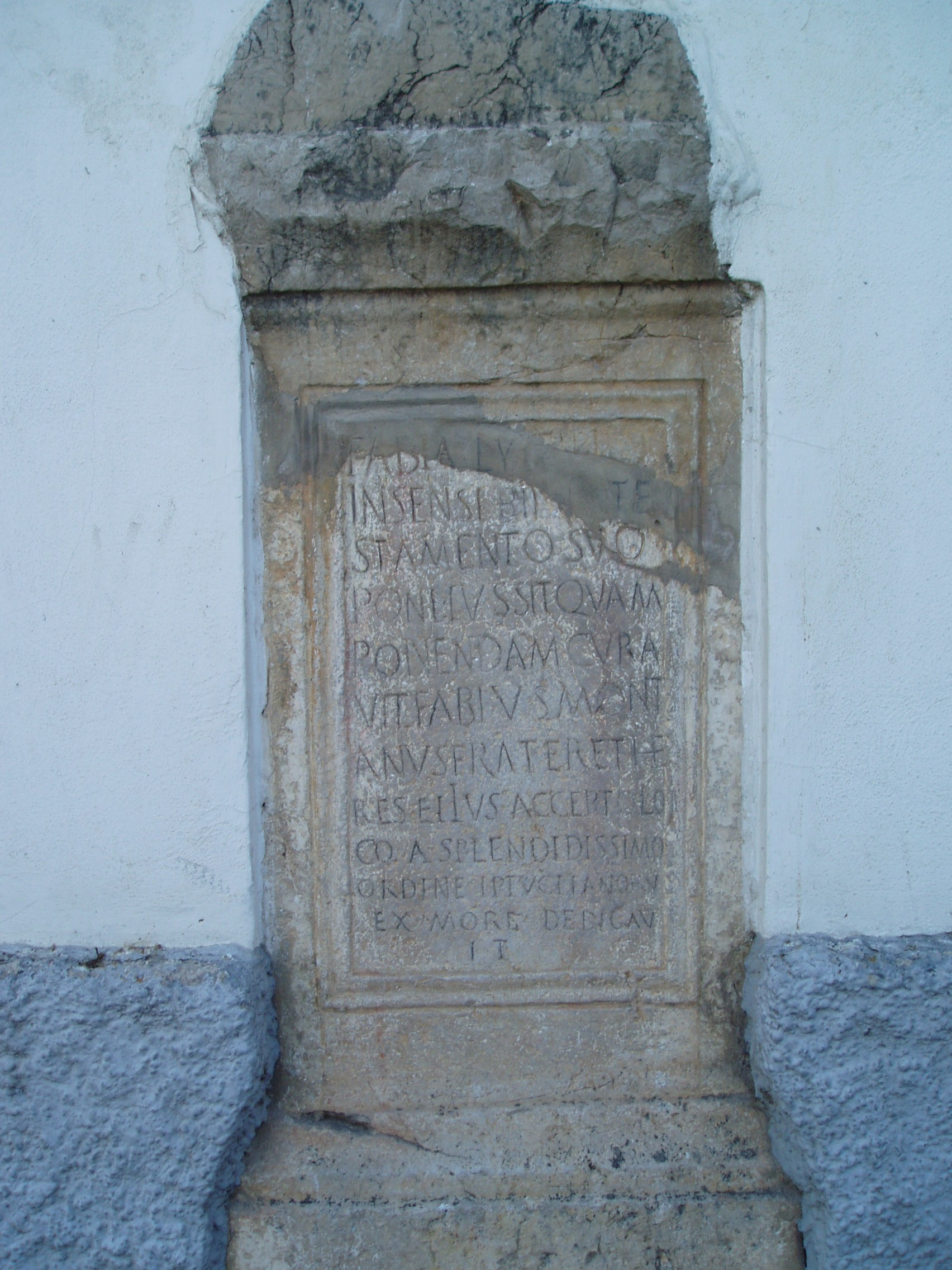
Piédestal avec épigraphe

## Épigraphes
Deux épigraphes connues donnent son nom Iptucci ou Iptuci : senatus populusque iptuccitanorum et ordo iptucitanorum. 
Un piédestal provenant d'Iptuci a été incrusté dans un mur de la tour de l'église ; enregistré dans Hispania Epigraphica sous le n° 1559 avec le code CIL II 1523, il porte l'inscription suivante :

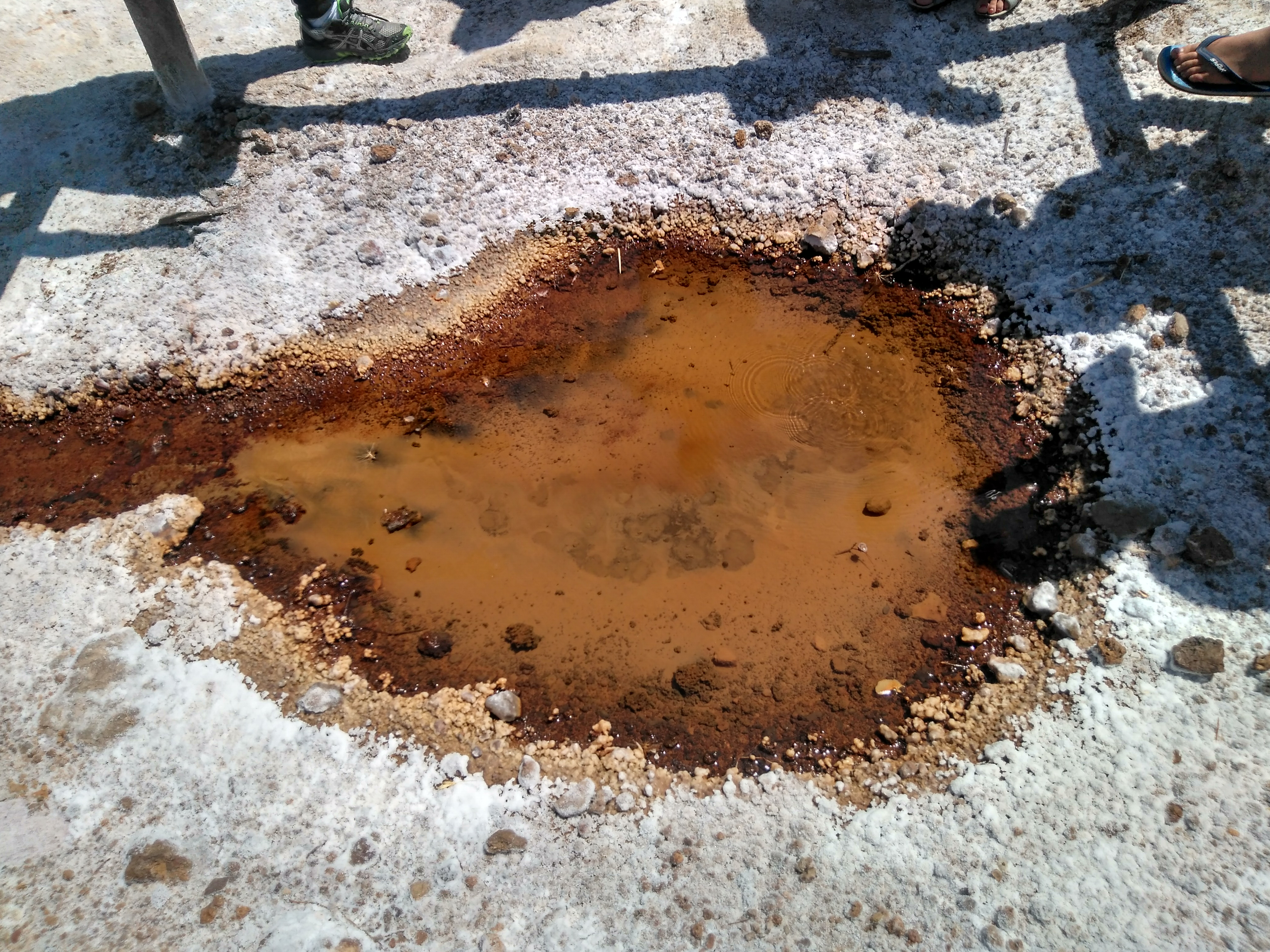
Source de Hortales, salines de Prado del Rey

« FABIA LY[- - -] / INSENSI BI+[- - - TE]/STAMENTO SUO / PONI IUSSIT QUAM / PONENDAM CURA/VIT FABIUS MONT/ANUS FRATER ET HE/RES EI{I}US ACCEPTO LO/CO A SPLENDIDISSIMO / ORDINE IPTUCITANORUM / ET EX MORE DEDICAV/IT »

## Les salines
Les sources salines, voisines des vestiges archéologiques d'Iptuci, ont été exploitées en continu depuis l'époque romaine jusqu'à nos jours
Les salines des environs sont appelées "salines de Hortales". Certaines se trouvent sur El Bosque, appelées Cabeza de Hortales dans l'inventaire du ministère de l'environnement de la Junta de Andalucia. Prado del Rey en comprend plusieurs, avec plusieurs noms. Il y a la saline de Carmen, mentionnée dans l'inventaire du Conseil d'Andalousie (Junta de Andalucía) comme Salina del Chicha ; une autre est appelée San Ambrosio, saline d'Ambrosio ou salinas de Cabeza de Hortales ; les salines abandonnées de Los Molinos ne sont pas reprises dans les cartes topographiques de 2005 mais sont citées dans l'inventaire fait en 2004 par Fernández-Palacios Carmona y Delgado Marzo. Valiente Cánovas et al. (2014) identifient 5 salines et les placent sur une carte de relief locale. Toutes ces salines sont à proximité du ruisseau Hondo, petit affluent du Salado. La source de ce ruisseau est à la Salina del Carmen. Le flux excédentaire des eaux saumâtres qui partent de la mort aux bassins, forment le chef de ce ruisseau. Ce cours d'eau, au débit irrégulier selon les saisons, traverse les restes de l'ancienne cañada de Sevilla à Ubrique ou Cañada Real de Sevilla à Gibraltar et coule d'est en ouest avec un parcours total d'environ 650 m, jusqu'à déverser ses eaux dans le ruisseau Salado..

Site d'Iptuci, Cabezo de Hortales, Prado del Rey
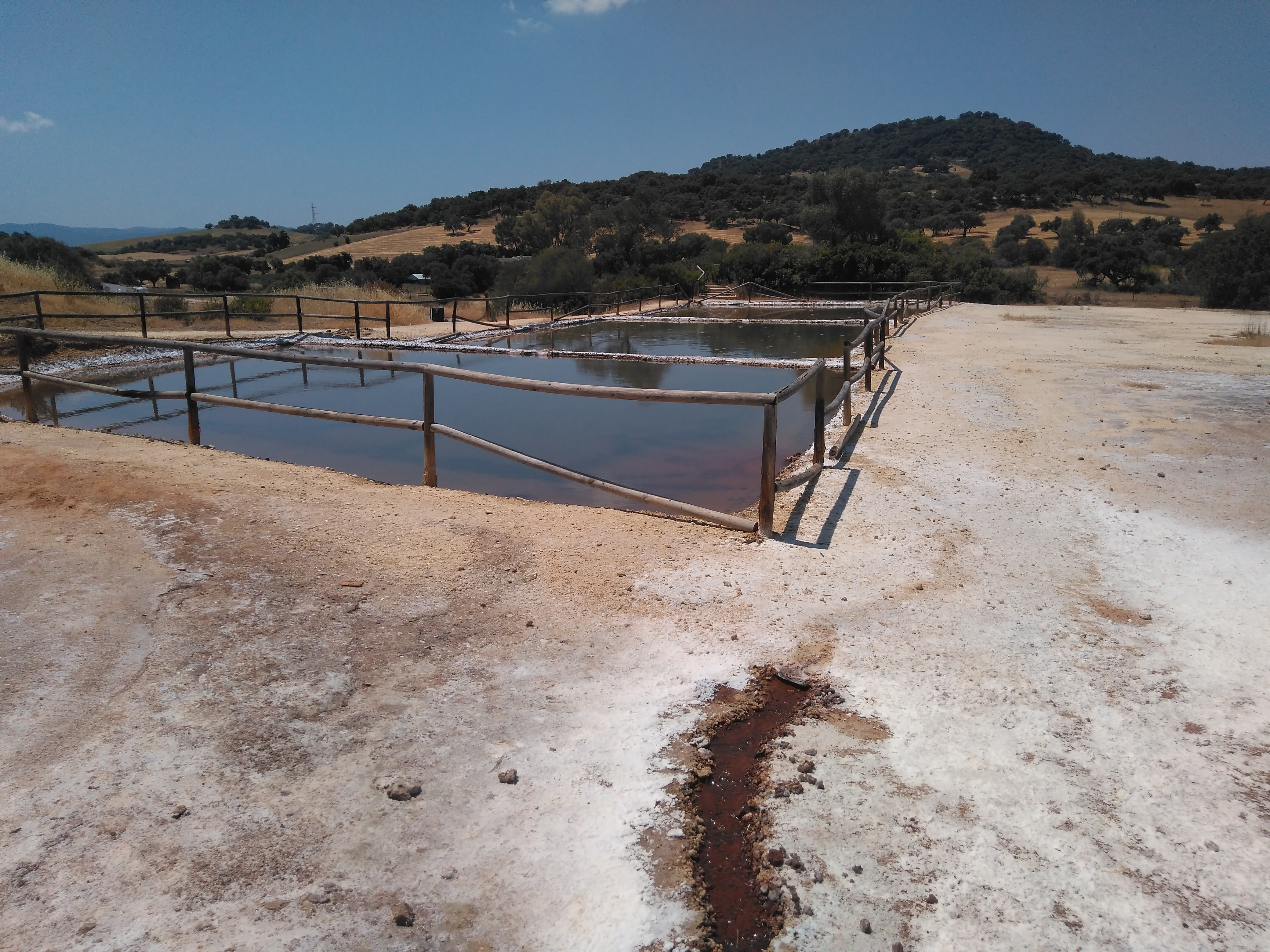
Salines antiques
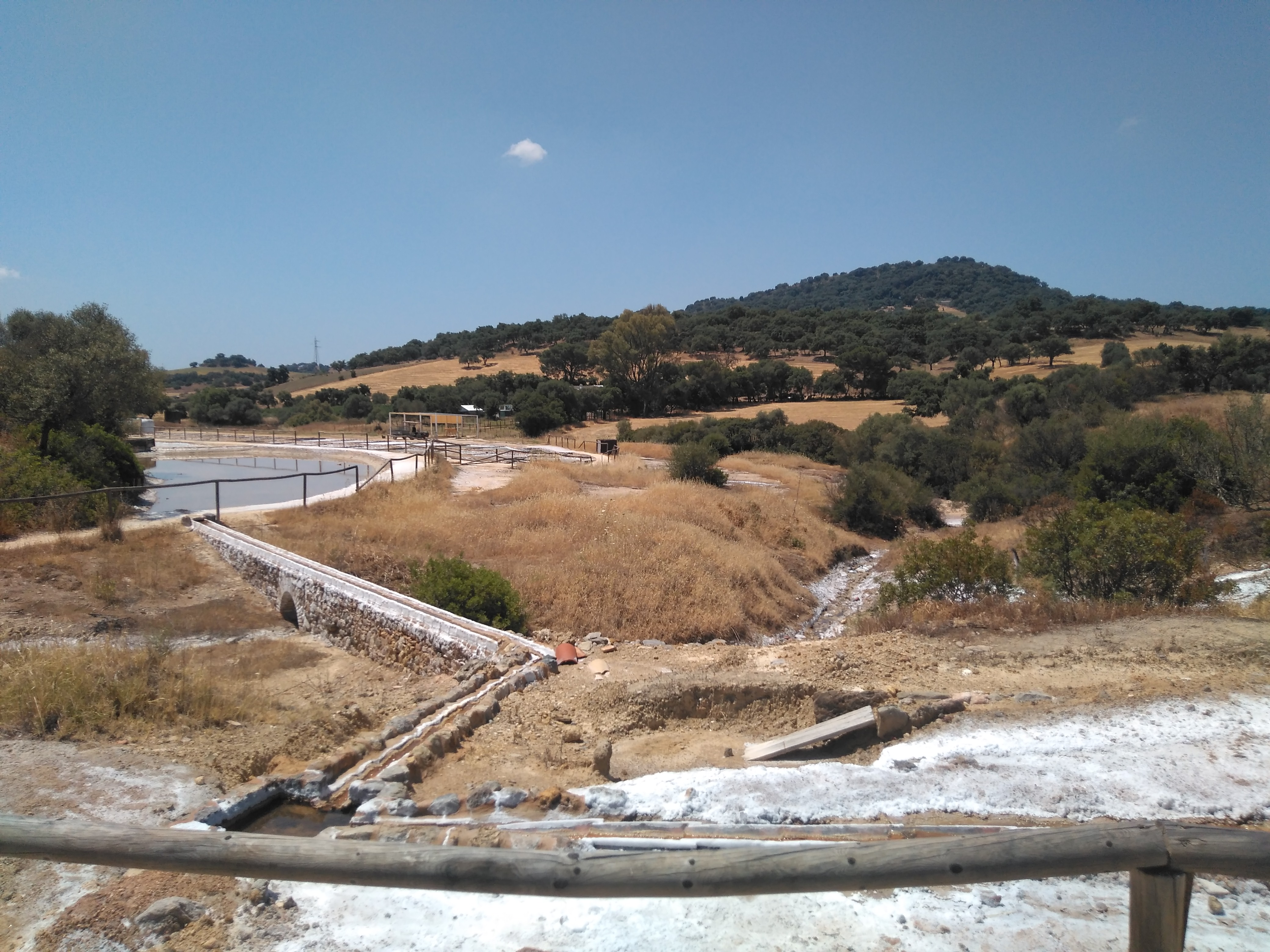
Salines antiques
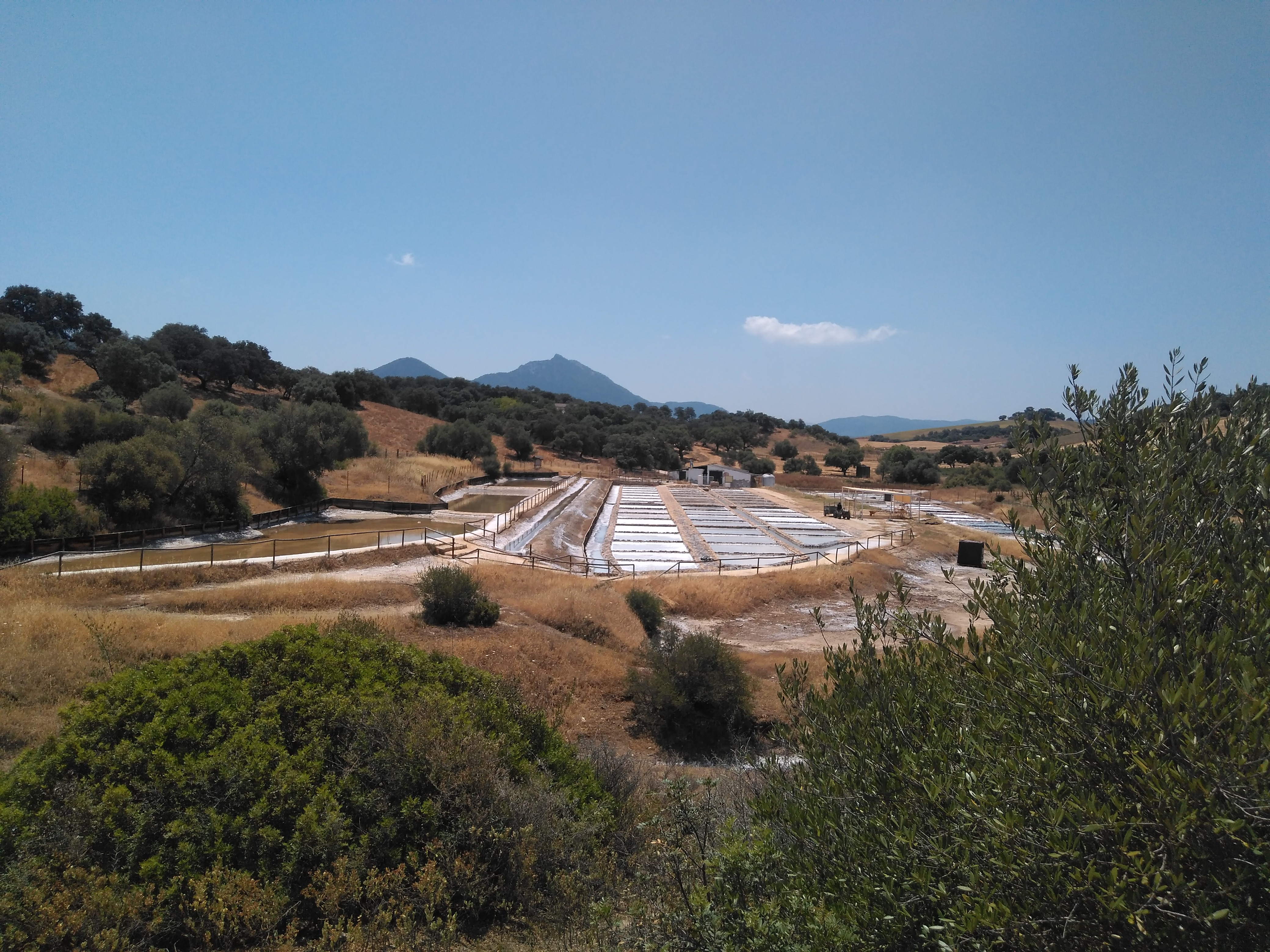
Salines antiques
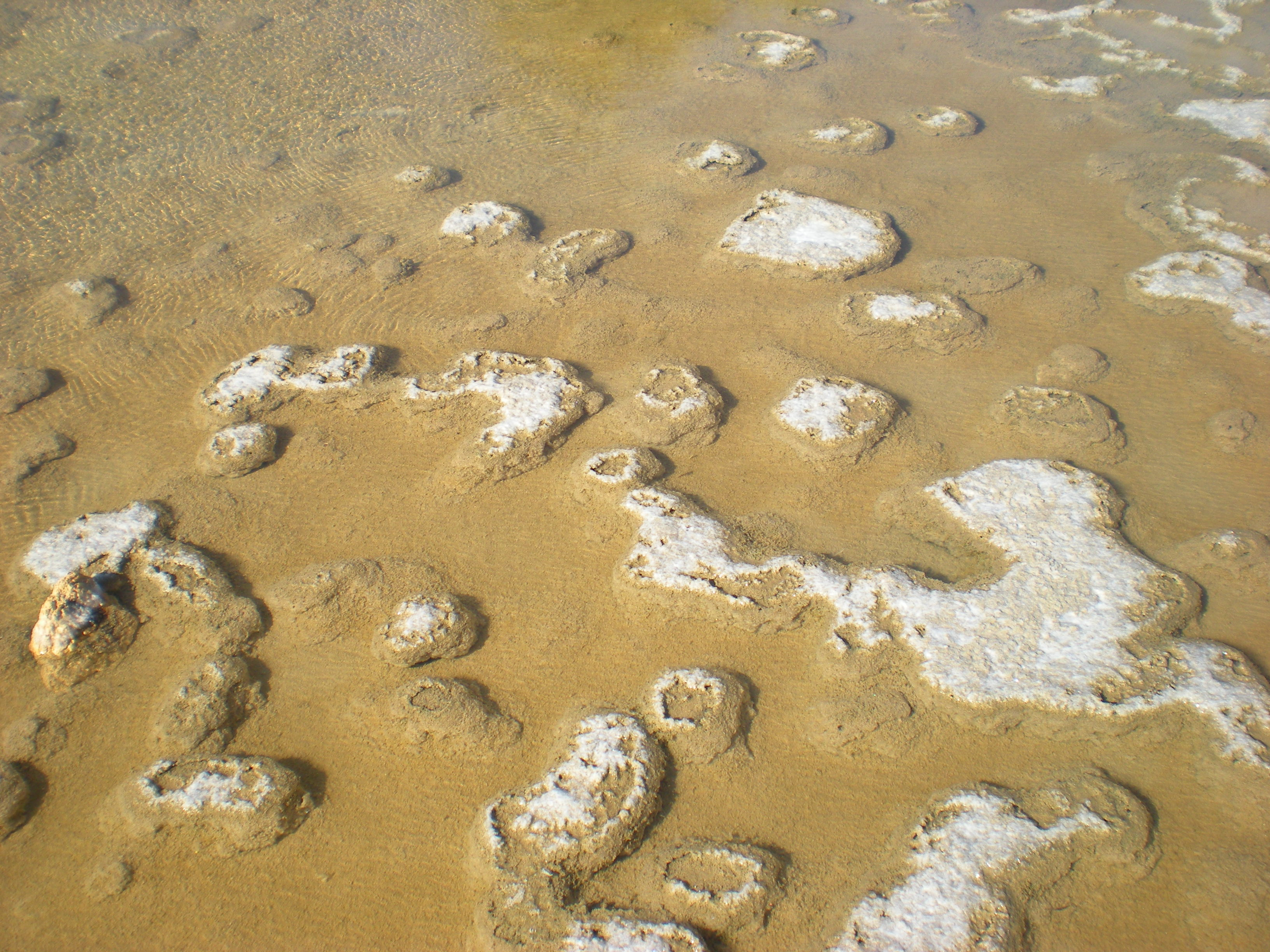
Dépôts naturels de sel

## Atelier de monnaies
Il existait un atelier de monnaie à Iptuci,. 17 pièces de monnaies en sont connues, datées de 100 à 40 av J.C..
Au moins l'une de ces monnaies porte une épigraphie néopunique,, bilingue néopunique / latin. Les pièces portent des images de type phénicien, dont une effigie rappelant Baal ou Melqart. Leur existence et leurs caractéristiques ont été interprétées comme preuve de l'inclusion de la zone de l'arrière-pays dans les intérêts économiques de Gadir, le Cadix punique. 

## Fortification maure
Une fortification maure s'y trouve, de plan carré avec une tour semi-circulaire à chaque coin. Son mobilier céramique la date entre le milieu du XIe siècle et la première moitié du XIIe siècle. Mais trois jarres de l'époque almohade y ont été trouvées, datées du XIIIe siècle. Des céramiques hispano-musulmanes communes, comme des chandeliers et autres céramiques peintes, vitrifiées (vedríos melados) ou émaillée au manganèse, ou vertes, ou encore décorées à la corde sèche, estampillées et avec décoration épigraphique, donnent une chronologie qui s'étendrait de la fin du califat à une période non encore définie du XIIIe siècle.

## Protection
La zone archéologique d'Iptuci est déclarée Bien d'intérêt culturel le 23 février 2000. Le 5 février 2002, cette protection est étendue en ajoutant une zone sur Arcos de la Frontera, la commune voisine à l'ouest du site.